# Могильний Аттила Вікторович
Атти́ла Ві́кторович Моги́льний (16 вересня 1963, Київ — 3 вересня 2008, там же) — український поет, дитячий письменник та перекладач, укладач неформального часопису «Абаба-галамага».
Один із небагатьох київських династичних поетів: його батько — поет Віктор Могильний, відомий як Віть Вітько. Мати — Аврелія Могильна, угорка з Ужгорода (звідси угорське ім'я Аттила).

## Біографія
Закінчив філологічний факультет Київського державного університету імені Тараса Шевченка, де згодом викладав. Також викладав на україністичних студіях у Варшавському університеті. Захоплювався перською мовою та культурою, яку вивчав у Таджикистані, У 1990-х роках Аттила поволі відійшов від активної творчості.
Поет несподівано помер у віці 44 років, відійшов уві сні.

## Творчість
Збірки
- «Турмани над дахами» (1987)
- «Обриси міста» (1991)
- «Київські контури» (2013)[2][3]
- У 2013 Володимир Даниленко упорядкував, а видаництво «Преса України» видало тиражем 500 примірників збірку «Нічні мелодії», до якої увійшли кращі твори поета. Книга вийшла в рамках серії літературної агенції «Банкова, 2», заснованої Київською організацією Національної спілки письменників України.[4]

Дитячі повісті
- «Мавка і Мурашиний князь» (2006, перевидання Мавки-1990 в ред. Івана Малковича);
- «Мавка з кришталевого палацу» (1990);
- «Замок Річарда Левине Серце» — здано на виробництво 06.09.91, не вийшла в світ через брак коштів у в-ві «Веселка».

У 1991 році підготував випуск неформального літературного часопису студентів Київського державного університету «Абаба-галамага».

## Вшанування пам'яті
У Києві існує вулиця Аттили Могильного.